# Río Grande (Porto Rico)
Río Grande é um município de Porto Rico, localizado no Litoral Norte do Vale, a norte de Las Piedras, Naguabo e Ceiba, a leste de Loíza e Canóvanas e oeste de Luquillo. Rio Grande está espalhada por oito alas e Rio Grande do Pueblo (O centro da cidade e do centro administrativo da cidade). É parte da Área Metropolitana de San Juan - Caguas - Guaynabo.